# Phân thứ lớp Cá xương thật
Phân thứ lớp Cá xương thật (Teleostei) là một trong ba nhóm cá thuộc lớp Cá vây tia (Actinopterygii). Nhóm này hình thành từ đầu kỷ Tam điệp, và bao hàm 20.000 -30.000 loài cá xếp trong khoảng 40 bộ, bằng với tất cả số loài của các nhóm động vật có xương sống khác cộng lại; như vậy phần lớn các loài cá tồn tại hiện nay đều thuộc nhóm này. Hai nhóm cá vây tia khác là phân thứ lớp Cá toàn xương (Holostei) và phân lớp Cá sụn hóa xương (Chondrostei) có thể là các nhóm cận ngành.

## Đặc điểm
Các loài Cá xương thật có hàm trên và mảnh trước hàm chuyển động được và có cấu trúc thay đổi tương ứng với cấu trúc của hệ thống cơ hàm. Sự thay đổi này giúp cho chúng có thể đưa quai hàm ra phía trước miệng. Vây đuôi của cá có dạng đồng hình, tức là cả thùy trên và thùy dưới đều cân xứng và kích thước, hình dạng giống nhau. Cột sống cá kết thúc tại phần gốc của vây đuôi, đặc điểm này giúp phân biệt phân thứ lớp Cá xương thật với các nhóm cá khác có cột sống kéo dài đến tận thùy trên của vây đuôi.
Là một nhóm loài lớn, các loài Cá xương thật có đặc điểm hình thái rất đa dạng, từ loài cá tuế chỉ dài hơn 7mm cho đến loài cá maclin dài hơn 3,5 mét hay cá thái dương nặng đến hơn 900 kg. Sự đa dạng lớn này khiến việc định nghĩa nhóm Cá xương thật thông qua hình dáng và cấu trúc không phải là điều dễ dàng.

## Sinh thái và hành vi
Các loài Cá xương thật có mặt ở nhiều khu vực khác nhau trên thế giới, từ môi trường nước ngọt đến cả nước mặn, bao hàm các vùng nước triều, vùng duyên hải, thềm lục địa, biển khơi và vùng biển thẳm, từ các vùng biển băng giá ở hai cực Trái Đất đến các suối nước ấm có nhiệt độ lên đến 38 độ bách phân. Tuy nhiên, mỗi loài Cá xương thật thường có xu hướng sống giới hạn trong một loại môi trường nào đó trong một giai đoạn sống nhất định, và các môi trường sống khác nhau thường có sự hiện diện của những loài cá có khác biệt lớn về vòng đời, sinh sản, hành vi, hình dáng.
Quy mô lớn của phân thứ lớp Cá xương thật cũng dẫn đến sự đa dạng trong tập tính sinh sản. Phần lớn một lứa đẻ của chúng "sản xuất" ra rất nhiều trứng, phân tán ra khắp nơi nhưng chỉ có một số ít sống sót đến lúc trưởng thành. Trong đó cá nước ngọt thường đẻ trứng chìm xuống đáy nước, còn cá biển đẻ trứng trôi nổi trong nước. Một số khác ấp trứng trong miệng, một số canh chừng trứng và cá con suốt một thời gian dài sau khi đẻ. Một số loài cá là lưỡng tính, có khả năng tự thụ tinh, một số loài là cá đực trong một giai đoạn sống, nhưng trở thành cá cái trong giai đoạn khác. Ít nhất 12 loài có khả năng đẻ trứng thai, và nhiều loài khác có đặc tính sinh sản chưa được rõ ràng.

## Vai trò
Số lượng phong phú của nhiều loài Cá xương thật kích thước lớn, tỉ như cá hồi và cá bơn lưỡi ngựa, giúp cho nhóm cá này đóng vai trò vô cùng quan trọng trong đời sống con người với tư cách là một nguồn thực phẩm chủ yếu cũng như là điều kiện cho lĩnh vực câu cá giải trí phát triển. Ngoài ra, sự đa dạng của nhóm Cá xương thật xét về cả đặc điểm hình thái, cấu trúc cơ thể, tập tính môi trường sống - với mức độ lớn hơn tất cả các loài thú, chim, bò sát và lưỡng cư cộng lại - khiến chúng chiếm một vị trí chủ đạo trong ngành nuôi cá cảnh, một ngành công nghiệp với doanh thu lên đến hàng triệu Mỹ kim.

## Phân loại và tiến hóa

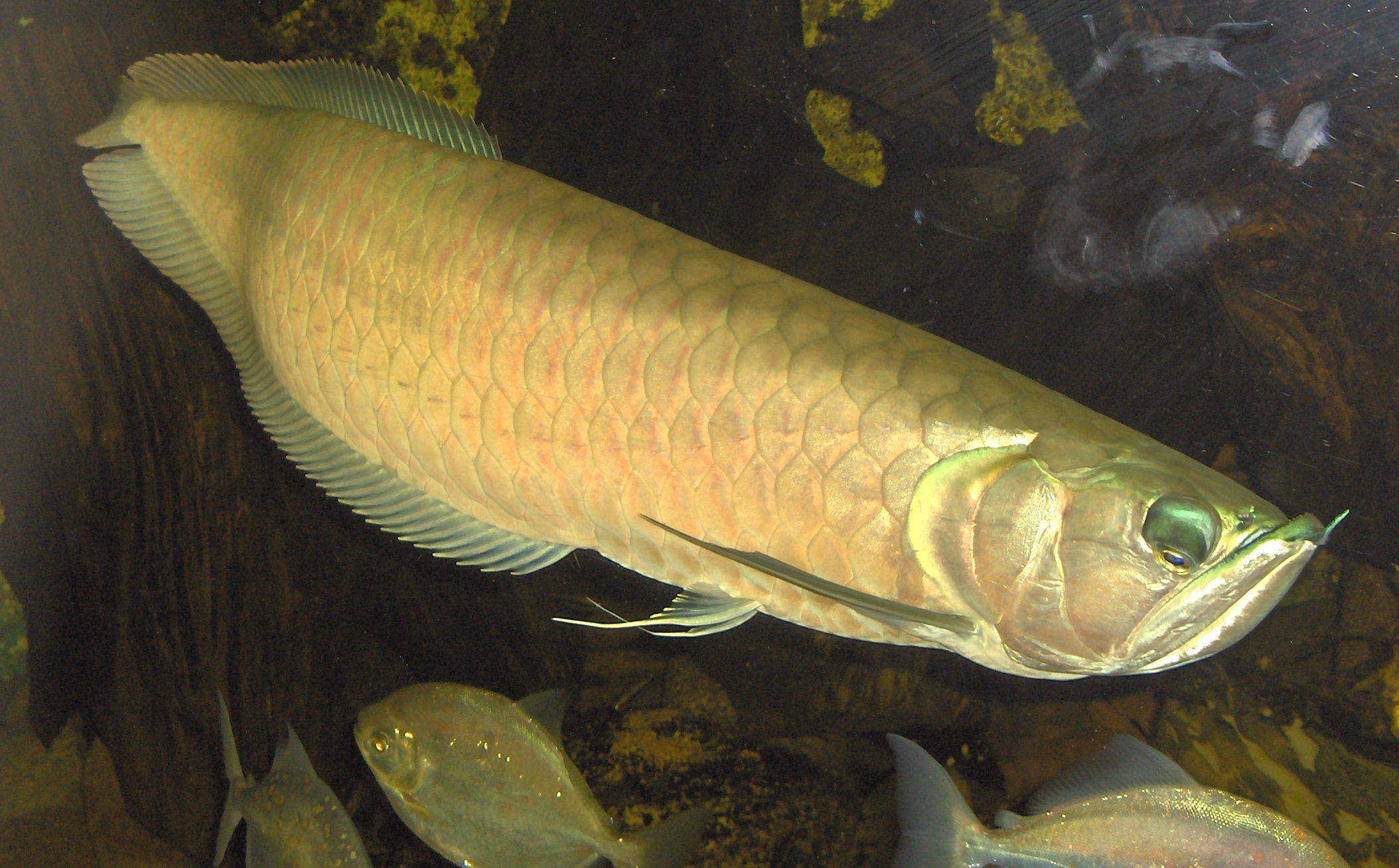
Cá ngân long (Osteoglossum bicirrhosum) thuộc bộ Cá rồng (Osteoglossiformes).

Hóa thạch sớm nhất của phân thứ lớp Cá xương thật có niên đại từ kỷ Tam điệp sớm. Đến kỷ Crêta chúng đã thống trị các môi trường sống nước ngọt lẫn nước mặn trên Trái Đất. Một số nhóm Cá xương thật nguyên thủy nhất có thể kể đến bao gồm các bộ Pholidophoriformes, Leptolepidiformes, Tselfatiformes và Osteoglossomorpha. Theo danh sách dưới đây, phân thứ lớp này bao hàm 12 siêu bộ, tuy nhiên thông tin này có thể thay đổi vì quá trình nghiên cứu và phân loài các loài cá này vẫn còn tiếp diễn.
- Siêu bộ Osteoglossomorpha
  - Bộ Osteoglossiformes, cá rồng
  - Bộ Hiodontiformes, cá răng lợn
- Siêu bộ Elopomorpha
  - Bộ Elopiformes, bao hàm cá cháo biển và cá cháo lớn
  - Bộ Albuliformes, cá mòi đường
  - Bộ Notacanthiformes, bao hàm halosaurs và spiny eels
  - Bộ Anguilliformes, bao hàm cá chình
  - Bộ Saccopharyngiformes, bao hàm rắn biển Gulper
- Siêu bộ Clupeomorpha
  - Bộ Clupeiformes, bao hàm cá trích và cá trổng
- Siêu bộ Ostariophysi
  - Bộ Gonorynchiformes, bao hàm cá măng sữa
  - Bộ Cypriniformes, bao hàm cá ngạnh, cá chép, cá ngựa vằn, cá vàng, cá chạch, cá tuế, cá lòng tong
  - Bộ Characiformes, bao hàm cá hình cọc, cá bút chì, cá rìu nước ngọt, cá răng đao, cá vây vuông.
  - Bộ Gymnotiformes, bao hàm cá chình điện và cá dao
  - Bộ Siluriformes,  cá da trơn
- Siêu bộ Protacanthopterygii
  - Bộ Argentiniformes, bao hàm cá mắt thùng và cá đầu trơn (trước đây thuộc bộ Osmeriformes)
  - Bộ Salmoniformes, bao hàm cá hồi và cá hồi sông
  - Bộ Esociformes  cá chó
  - Bộ Osmeriformes, bao hàm cá ốtme và cá sữa
- Siêu bộ Stenopterygii (có thể là một phần của siêu bộ Protacanthopterygii)
  - Bộ Ateleopodiformes, cá mũi keo
  - Bộ Stomiiformes, bao hàm cá mõm cứng và cá rìu biển
- Siêu bộ Cyclosquamata (có thể là một phần của siêu bộ Protacanthopterygii)
  - Bộ Aulopiformes, bao hàm cá bướu Bombay và cá thằn lằn không vảy
- Siêu bộ Scopelomorpha
  - Bộ Myctophiformes, bao hàm cá đèn lồng
- Siêu bộ Lampridiomorpha
  - Bộ Lampriformes, bao hàm cá mái chèo, cá Mặt Trăng và cá vây cứng
- Siêu bộ Polymyxiomorpha
  - Bộ Polymixiiformes,  cá râu quai nón
- Siêu bộ Paracanthopterygii
  - Bộ Percopsiformes, bao hàm cá hang mù và cá tuế cát
  - Bộ Batrachoidiformes,  cá cóc
  - Bộ Lophiiformes, cá cần câu
  - Bộ Gadiformes, cá tuyết
  - Bộ Ophidiiformes, cá ngọc trai
- Siêu bộ Acanthopterygii
  - Bộ Mugiliformes,  cá đối
  - Bộ Ariniformes, bao hàm cá suốt và cá cầu vồng
  - Bộ Beloniformes, bao hàm cá chuồn
  - Bộ Cetomimiformes
  - Bộ Cyprinodontiformes bao hàm các loại cá diệt lăng quăng
  - Bộ Stephanoberyciformes
  - Bộ Beryciformes, bao hàm cá răng nanh và cá quả thông
  - Bộ Zeiformes, bao hàm cá dây gương
  - Bộ Gobiesociformes,[9]
  - Bộ Gasterosteiformes bao hàm cá gai, cá chìa vôi, cá ngựa
  - Bộ Syngnathiformes, bao hàm cá ngựa và cá chìa vôi[10]
  - Bộ Synbranchiformes, bao hàm lươn
  - Bộ Tetraodontiformes, bao hàm cá nóc gai và cá nóc
  - Bộ Pleuronectiformes,  cá thân bẹt, tỉ như các loài cá bơn
  - Bộ Scorpaeniformes, bao hàm cá mù làn và cá bống biển
  - Bộ Perciformes 40% số loài cá bao gồm cá rô đồng, cá vược, cá hoàng đế, cá bống trắng, cá rô tía, cá thu, cá rô, cá nâu, bàng chài